# Richard Arlen
Richard Arlen, nato Sylvanus Richard Van Mattimore (Saint Paul, 1º settembre 1899 – Los Angeles, 28 marzo 1976), è stato un attore statunitense.

## Biografia
Trasferitosi a Los Angeles dopo la fine della prima guerra mondiale, Richard Arlen fece il fattorino in un laboratorio cinematografico. Un lieve incidente stradale occorsogli mentre si trovava su un veicolo di proprietà della Paramount attirò su di lui l'attenzione della predetta casa produttrice, che lo scritturò dapprima come comparsa.
Dopo una serie di ruoli secondari in pellicole mute, fra le quali L'aquila dei mari (1926), nella seconda metà degli anni venti Arlen giunse alla notorietà quando venne scelto per il ruolo di protagonista nel film bellico Ali (1927) che il regista William A. Wellman dedicò agli eroi dell'aria, e in cui Arlen poté sfruttare l'esperienza acquisita in aviazione durante la guerra.
Molto richiesto per personaggi di eroe duro e cinico, grazie anche al suo fisico atletico e prestante, Arlen vide il declino della propria carriera negli anni quaranta. Dopo essersi dedicato prevalentemente alla televisione e al teatro, tornò sporadicamente sul grande schermo, prevalentemente in pellicole western come Buffalo Bill ancora in sella (1947), Ultima notte a Warlock (1959), Lo sperone nero (1965), La città senza legge (1965).
Richard Arlen morì il 28 marzo 1976 a North Hollywood, per un enfisema. È sepolto all'Holy Cross Cemetery a Culver City.

## Premi e riconoscimenti
Per il suo contributo all'industria cinematografica americana, Richard Arlen ha una stella sull'Hollywood Walk of Fame, al 6755 di Hollywood Blvd.

## Filmografia parziale

### Cinema
- Ladies Must Live, regia di George Loane Tucker (1921)
- The Green Temptation, regia di William Desmond Taylor (1922)
- The Ghost Breaker, regia di Alfred E. Green (1922)
- Quicksands, regia di Jack Conway (1923)
- Vengeance of the Deep, regia di Barry Barringer (1923)
- Hollywood, regia di James Cruze (1923)
- The Fighting Coward, regia di James Cruze (1924)
- Piedini d'oro (Sally), regia di Alfred E. Green (1925)
- In the Name of Love, regia di Howard Higgin (1925)
- Follie (The Coast of Folly), regia di Allan Dwan (1925)
- The Enchanted Hill, regia di Irvin Willat (1926)
- Addio mia bella addio (Behind the Front), regia di A. Edward Sutherland (1926)
- Padlocked, regia di Allan Dwan (1926)
- You'd Be Surprised, regia di Arthur Rosson (1926)
- Old Ironsides, regia di James Cruze (1926)
- Ali (Wings), regia di William A. Wellman (1927)
- Rolled Stockings, regia di Richard Rosson (1927)
- The Blood Ship, regia di George B. Seitz (1927)
- Sally in Our Alley, regia di Walter Lang (1927)
- Figures Don't Lie, regia di  A. Edward Sutherland (1927)
- She's a Sheik, regia di Clarence G. Badger (1927)
- Under the Tonto Rim, regia di Herman C. Raymaker (1928)
- Tastatemi il polso (Feel My Pulse), regia di Gregory La Cava (1928)
- Ladies of the Mob, regia di William A. Wellman (1928)
- I mendicanti della vita (Beggars of Life), regia di William A. Wellman (1928)
- Il filo di Arianna (Manhattan Cocktail), regia di Dorothy Arzner (1928)
- The Man I Love, regia di William A. Wellman (1929)
- La mazzata (Thunderbolt), regia di Josef von Sternberg (1929)
- The Four Feathers, regia di Merian C. Cooper, Lothar Mendes, Ernest B. Schoedsack (1929)
- Funamboli (Dangerous Curves), regia di Lothar Mendes (1929)
- L'uomo della Virginia (The Virginian), regia di Victor Fleming (1929)
- La corsa all'amore (Burning Up), regia di A. Edward Sutherland (1930)
- Dangerous Paradise, regia di William A. Wellman (1930)
- The Light of Western Stars, regia di Otto Brower e Edwin H. Knopf (1930)
- Paramount revue (Paramount on Parade) aa.vv. (1930)
- The Border Legion, regia di Otto Brower e Edwin H. Knopf (1930)
- The Sea God, regia di George Abbott (1930)
- The Santa Fe Trail, regia di Otto Brower e Edwin H. Knopf (1930)
- Solo gli scemi lavorano (Only Saps Work), regia di Cyril Gardner, Edwin H. Knopf (1930)
- Orda conquistatrice (The Conquering Horde), regia di Edward Sloman (1931)
- Gun Smoke, regia di Edward Sloman (1931)
- The Lawyer's Secret, regia di Louis J. Gasnier e Max Marcin (1931)
- The Secret Call, regia di Stuart Walker (1931)
- Caught, regia di Edward Sloman (1931)
- Touchdown!, regia di Norman Z. McLeod (1931)
- Wayward, regia di Edward Sloman (1932)
- Ala infranta (Sky Bride), regia di Stephen Roberts (1932)
- Guilty as Hell, regia di Erle C. Kenton (1932)
- Le tigri del Pacifico (Tiger Shark), regia di Howard Hawks (1932)
- The All-American, regia di Russell Mack e, non accreditato, George Stevens (1932)
- L'isola delle anime perdute (Island of Lost Souls), regia di Erle C. Kenton (1932)
- Risveglio di un popolo (Song of the Eagle), regia di Ralph Murphy (1933)
- College Humor, regia di Wesley Ruggles (1933)
- Three Cornered Moon, regia di Elliott Nugent (1933)
- Golden Harvest, regia di Ralph Murphy (1933)
- Hell and High Water, regia di Grover Jones, William Slavens McNutt (1933)
- Alice nel Paese delle Meraviglie (Alice in Wonderland), regia di Norman Z. McLeod (1933)
- Come On, Marines!, regia di Henry Hathaway (1934)
- She Made Her Bed, regia di Ralph Murphy (1934)
- Ready for Love, regia di Marion Gering (1934)
- Helldorado, regia di James Cruze (1935)
- Facce false (Let 'em Have It), regia di Sam Wood (1935)
- The Calling of Dan Matthews, regia di Phil Rosen (1935)
- Three Live Ghosts, regia di Thornton Freeland (1936)
- The Mine with the Iron Door, regia di David Howard
- Rifugio segreto (Secret Valley), regia di Howard Bretherton (1937)
- Uomini coraggiosi (The Great Barrier), regia di Geoffrey Barkas e Milton Rosmer (1937)
- Artisti e modelle (Artists and Models), regia di Raoul Walsh (1937)
- Arrestatela! (Murder in Greenwich Village), regia di Albert S. Rogell (1937)
- No Time to Marry, regia di Harry Lachman (1938)
- Call of the Yukon, regia di B. Reeves Eason, John T. Coyle (1938)
- Straight Place and Show, regia di David Butler (1938)
- Man from Montreal, regia di Christy Cabanne (1939)
- Ragazze sperdute (Missing Daughters), regia di Charles C. Coleman (1939)
- Mutiny on the Blackhawk, regia di Christy Cabanne (1939)
- Tropic Fury, regia di Christy Cabanne (1939)
- Legion of Lost Flyers, regia di Christy Cabanne (1939)
- Mutiny in the Arctic, regia di John Rawlins (1941)
- Flying Blind, regia di Frank McDonald (1941)
- La donna e il mostro (The Lady and the Monster), regia di George Sherman (1944)
- When My Baby Smiles at Me, regia di Walter Lang (1948)
- I predoni del Kansas (Kansas Raiders), regia di Ray Enright (1950)
- Le rocce d'argento (Silver City), regia di Byron Haskin (1951)
- La cavalcata dei diavoli rossi (Flaming Feather), regia di Ray Enright (1952)
- I pirati della Croce del Sud (Hurricane Smith), regia di Jerry Hopper (1952)
- L'urlo della foresta (The Blazing Forest), regia di Edward Ludwig (1952)
- Ho sposato un pilota (Sabre Jet), regia di Louis King (1953)
- L'imboscata selvaggia (Hidden Guns), regia di Albert C. Gannaway (1956)
- La montagna (The Mountain), regia di Edward Dmytryk (1956)
- Cavalleria commandos (The Day of the Trumpet), regia di Eddie Romero (1958)
- Ultima notte a Warlock (Warlock), regia di Edward Dmytryk (1959)
- Faccia di bronzo (The Last Time I Saw Archie), regia di Jack Webb (1961)
- I giovani eroi (The Young and the Brave), regia di Francis D. Lyon (1963)
- La mano strisciante (The Crawling Hand), regia di Herbert L. Strock (1963)
- La legge dei fuorilegge (Law of the Lawless), regia di William F. Claxton (1964)
- L'amaro sapore del potere (The Best Man), regia di Franklin J. Schaffner (1964)
- I lupi del Texas (Young Fury), regia di Christian Nyby (1965)
- Agente spaziale K1 (The Human Duplicators), regia di Hugo Grimaldi (1965)
- Lo sperone nero (Black Spurs), regia di R.G. Springsteen (1965)
- La città senza legge (Town Tamer), regia di Lesley Selander (1965)
- Dollari maledetti (The Bounty Killer), regia di Spencer Gordon Bennet (1965)
- La vendetta degli Apache (Apache Uprising), regia di R.G. Springsteen (1965)
- Johnny Reno, regia di R.G. Springsteen (1966)
- A un passo dall'inferno (To the Shores of Hell), regia di Will Zens (1966)
- Waco, una pistola infallibile (Waco), regia di R.G. Springsteen (1966)
- Il grido di guerra dei Sioux (Red Tomahawk), regia di R.G. Springsteen (1967)
- Agguato nel sole (Hostile Guns), regia di R.G. Springsteen (1967)
- I disertori di Fort Utah (Fort Utah), regia di Lesley Selander (1967)
- Gioco d'azzardo (Rogue's Gallery), regia di Leonard Horn (1968)
- Pussy la balena buona (A Whale of a Tale), regia di Ewing Miles Brown (1976)

### Televisione
- The Whistler – serie TV, episodio 1x15 (1955)
- Scienza e fantasia (Science Fiction Theatre) – serie TV, episodio 1x03 (1955)
- TV Reader's Digest – serie TV, episodio 2x12 (1956)
- Climax! – serie TV, episodio 3x05 (1956)
- Crossroads – serie TV, episodi 1x17-2x15-2x34 (1956-1957)
- The 20th Century-Fox Hour – serie TV, episodio 2x16 (1957)
- Ricercato vivo o morto (Wanted: Dead or Alive) – serie TV, episodio 1x18 (1959)
- Yancy Derringer – serie TV, episodio 1x29 (1959)
- The Best of the Post – serie TV, episodio 1x07 (1960)
- Lock Up – serie TV, episodio 2x21 (1961)
- Perry Mason – serie TV, episodio 4x25 (1961)
- The New Breed – serie TV, episodio 1x16 (1962)
- Michael Shayne – serie TV episodio 1x24 (1961)
- Ripcord – serie TV, episodio 1x08 (1961)
- Branded – serie TV, episodio 1x07 (1965)

## Doppiatori italiani
- Emilio Cigoli in La montagna
- Renato Turi in Ultima notte a Warlock